# Marginura
Marginura es un género de ácaros perteneciente a la familia Oplitidae.

## Especies
Marginura Sellnick, 1926
- - Marginura adhaerens Sellnick, 1926
  - Marginura apicata (Banks, 1916)
  - Marginura attaae (Hirschmann, 1972)
  - Marginura fraterna (Banks, 1916)
  - Marginura granulata (Hunter & Farrier, 1976)
  - Marginura guineae (Hirschmann, 1991)
  - Marginura internata (Banks, 1916)
  - Marginura interrupta (Berlese, 1916)
  - Marginura litoralis (Hunter & Farrier, 1976)